# Franco Prosperi
Franco E. Prosperi (* 1928 in Rom) ist ein italienischer Dokumentarfilmer und Filmregisseur. Er ist nicht zu verwechseln mit seinem Namensvetter, dem Actionfilm-Regisseur Francesco Prosperi.

## Leben
Prosperi schloss in Naturwissenschaften und Landwirtschaft ab und spezialisierte sich als Schüler von Edoardo Zavattari an der Universität La Sapienza in Rom auf Ichthyologie. Dabei war er bald einer der Pioniere der Unterwasserforschungen und leitete Expeditionen im Indischen Ozean, wofür er auch den Preis L'Arpione d'Oro erhielt.
1953 leitete er eine Expedition für die Geografische Gesellschaft Italiens, für die auch ein Filmteam dabei war, für das Prosperi Unterwasseraufnahmen beisteuerte. Andere Forschungsreisen in exotische Gegenden (u. a. Madagaskar, die Komoren, Seychellen, Papua-Neuguinea) folgten. Bis 1955 drehte er auch rund 25 Naturdokumentationen. Danach entschied er sich, seine wissenschaftliche Karriere zugunsten einer beim Film zu beenden.
Mit Paolo Cavara und Gualtiero Jacopetti, den er bei Dreharbeiten zu seinen Dokumentationen kennengelernt hatte, drehte er seit Beginn der 1960er Jahre etliche Mondo-Filme, zu deren Begründer er sich damit rechnen kann. Der erste so entstandene Streifzug durch Absonderlichkeiten auf der Welt, Mondo Cane, erhielt einen David di Donatello und eine Oscar-Nominierung in der Kategorie Filmmusik. Der außerordentliche Publikumserfolg und die begleitende Debatte in der Öffentlichkeit führte zu den weiteren Filmen Mondo Cane 2, Alle Frauen dieser Welt (ebenfalls mit einem „David“ prämiert) und Africa Addio (erneut ein „David“). Dann folgten Zusammenarbeiten mit Antonio Climati und Mario Morra. 1983 drehte er als Regisseur seinen einzigen Spielfilm, den Horrorfilm Wild Beasts.
Seit Ende der 1970er Jahre widmete sich Prosperi wieder ethnologischen und Naturthemen, für die er in Kenia, Uganda und anderen afrikanischen Staaten forschte.

## Filmografie (Auswahl)
- 1962: Mondo Cane (Mondo cane)
- 1963: Alle Frauen dieser Welt (La donna nel mondo)
- 1963: Das erste Erotikal der Welt (Canzoni nel mondo) (nur Drehbuch)
- 1963: Mondo Cane II (Mondo cane n. 2)
- 1966: Africa Addio (Africa addio)
- 1971: Addio, Onkel Tom! (Addio zio Tom)
- 1974: Mondo candido (Mondo candido)
- 1984: Wild Beasts (Wild Beasts – Belve feroci)

Drehbuch
- 1987: Green Inferno (Paradiso infernale)

## Veröffentlichungen (Auswahl)
- 1956: König der Haie: Jagd auf Korallen und Raubfische. Nymphenburger, 216 S.
- 1965: Die Inseln des Mondes: eine Expedition nach den Komoren. Engelbert-Verlag, 111 S.